# Гоккун
Гоккун (яп. 飲精) — термин японского происхождения, означающий сексуальную практику, когда женщина выпивает сперму нескольких мужчин, предварительно собранную в прозрачную ёмкость (рюмка, стакан, фужер и т. п.) Также встречаются вариации, когда сперму слизывают с прозрачного столика, тарелки, с ложки.

## Описание
Чтобы спермы в стакане было заметное количество, необходимо, чтобы туда эякулировали несколько мужчин. Порнорежиссёры стараются превзойти друг друга в зрелищности, поэтому количество таких мужчин может достигать 161 в американских порнофильмах и превышать 200 в японских. Изредка встречаются вариации, когда вся сперма в ёмкости принадлежит одному мужчине, который «сцеживал» её туда долгое время и хранил в замороженном виде.
Само слово гоккун является ономатопеей, то есть звукоподражанием, возникшим на основе фонетического уподобления неречевым звукокомплексам — японцы считают, что такой звук издаётся при громком глотании.